# Susan Traylor
Susan Traylor (* 4. Oktober 1964 in New York City) ist eine US-amerikanische Schauspielerin.

## Leben und Werdegang
Traylor wurde in New York City als Tochter der Schauspieler und Schauspiellehrer William Traylor und Peggy Feury geboren. Ihre Schwester ist die Schauspielerin Stephanie Feury. Seit frühester Kindheit war sie mit Quintana Dunne befreundet. Deren Krankheit und der Tod von Dunnes Vater wurden im autobiographischen Buch Das Jahr magischen Denkens verarbeitet, in dem auch Traylor mehrfach erwähnt wird.
Sie wuchs hauptsächlich in Los Angeles auf, wo sie in der privaten Schauspielschule The Loft Studio bei ihren Eltern das Schauspielen lernte. Danach besuchte sie eine Filmschule in New York City.
Nach ersten Regiearbeiten für diverse Kurzfilme wandte sie sich verstärkt der Schauspielerei zu. Ab Mitte der 1990er Jahre erhielt sie erste größere Nebenrollen in Filmen wie To Die For, Heat, Schutzlos – Schatten über Carolina und Alles aus Liebe. Für ihre Rolle in John Putchs Drama Valerie Flake wurde sie bei den Independent Spirit Awards 2000 als Beste Hauptdarstellerin nominiert.
Ihren ersten eigenen Spielfilm Welcome to California brachte sie 2005 heraus, für den sie das Drehbuch verfasste, Regie führte, als Produzentin tätig war und gemeinsam mit ihrer Schwester auch vor der Kamera agierte.
Traylor ist mit dem Regisseur und Produzenten Jesse Dylan, dem ersten Kind von Bob und Sara Dylan, verheiratet. Sie haben zwei Kinder.

## Filmografie (Auswahl)
- 1988: Die grellen Lichter der Großstadt (Bright Lights, Big City)
- 1990: Nach uns die Sintflut (Bail Jumper)
- 1992: Aus der Mitte entspringt ein Fluß (A River Runs Through It)
- 1992: Bodyguard (The Bodyguard)
- 1994: Sleep with Me – Liebe zu dritt (Sleep with Me)
- 1994: The New Age
- 1995: To Die For
- 1995: Lord of Illusions
- 1995: Heat
- 1996: Schutzlos – Schatten über Carolina (Bastard Out of Carolina)
- 1997: Blutiges Spiel (After the Game)
- 1997: Ein Vater zuviel (Fathers’ Day)
- 1997: Alles aus Liebe (She’s So Lovely)
- 1998: Broken Vessels
- 1998: Finding Graceland – Unterwegs mit Elvis (Finding Graceland)
- 1999: Valerie Flake
- 1999: Going South (If... Dog... Rabbit)
- 2000: Tempest Eye
- 2002: Ten Tiny Love Stories
- 2003: Masked and Anonymous
- 2005: Man of God
- 2005: Firecracker
- 2005: Welcome to California (auch Regie, Drehbuch, Produktion)
- 2007: The Grand Design
- 2009: Stuck!
- 2010: Screen Test
- 2010: The Sleepy Count
- 2010: Greenberg
- 2010: Passion Play
- 2012: The Casserole Club
- 2012: The Pyrex Glitch
- 2012: All the Light in the Sky
- 2013: Snake and Mongoose
- 2013: Jake Squared
- 2014: Me
- 2015: Anatomy of the Tide
- 2015: The Overnight: Einladung mit gewissen Vorzügen (The Overnight)
- 2017: Woodschock
- 2018: The Brits are coming – Diamanten-Coup in Hollywood (The Con Is On)
- 2018: Glass (Kurzfilm)
- 2018: The Wheel (Kurzfilm)
- 2020: Love for Fools (Kurzfilm)